# Aleksandar Vučić
Ne doit pas être confondu avec Vučić.
Aleksandar Vučić (en serbe latin, prononcé /alɛksǎːndar ʋǔtʃitɕ/, ; en serbe cyrillique : Александар Вучић) né le 5 mars 1970 à Belgrade, est un homme d'État serbe.
Membre du Parti progressiste serbe (SNS), il est président du gouvernement de la Serbie de 2014 à 2017 et président de la République depuis 2017.

## Biographie

### Jeunesse et formation
Aleksandar Vučić grandit dans le Blok 45, un quartier de la municipalité de Novi Beograd. En 1988, il termine ses études secondaires au lycée de Zemun puis étudie à la faculté de droit de l'université de Belgrade dont il sort diplômé en 1994. En 1992 et 1993, il travaille en tant que journaliste pour Kanal S à Pale, dans la république serbe de Bosnie, où il s'occupe des actualités en anglais et réalise des reportages et des entretiens.

### Début de carrière politique
En 1993, Aleksandar Vučić devient membre du Parti radical serbe (SRS), fondé en 1991 par l'ultranationaliste Vojislav Šešelj et, en 1995, il devient secrétaire général du parti.
Des années durant, Aleksandar Vučić défend les dirigeants serbes de Bosnie accusés d'atrocités pendant le conflit de 1992-1995. « Si vous tuez un Serbe, nous allons (tuer) cent musulmans », menace-t-il en juillet 1995, quelques jours après le massacre de Srebrenica, où 8 000 musulmans sont tués par les forces serbes bosniennes. En 2010, il rejette en partie ces déclarations passées, puis soutient en 2014 que ces propos ont été sortis de leur contexte.
Après la victoire du Parti radical aux élections locales à Zemun en 1996, il devient directeur du Centre culturel et sportif Pinki.

### 1998-2000
Le 24 mars 1998, Aleksandar Vučić est nommé ministre de l'Information dans le gouvernement d'union nationale présidé par Mirko Marjanović (en), auquel participent le Parti socialiste de Serbie (SPS) de Slobodan Milošević, le Parti radical serbe (SRS) et la Gauche yougoslave (JUL). Dans le cadre de ses fonctions, il fait passer une « Loi sur l'information publique » (en serbe : Zakon o javnom informisanju) visant à limiter les propos jugés contraires aux intérêts de l'État et prévoyant des sanctions contre les contrevenants. Le 13 juin 1998, il prononce un discours devant l'assemblée de l'Association des journalistes de Serbie (sr) (en serbe : Udruženje novinara Srbije), où il affirme que « certains médias publics sont au service de quelques puissances mondiales dans la conduite d'une guerre spéciale contre la Serbie ». La loi est adoptée en octobre et elle touche le Dnevni telegraf, Evropljanin et Naša Borba. Il bannit de Serbie les chaînes de télévision étrangères, opposées au gouvernement. Il reconnaîtra plus tard qu'il avait tort et qu'il avait changé, en affirmant : « Je n'ai pas honte de confesser mes erreurs politiques ». Sa fonction de ministre cesse le 24 octobre 2000, à la suite de ce que l'on appelle la « révolution des bulldozers » qui évince Milošević du pouvoir.

### 2000-2008
Aleksandar Vučić dirige à partir de 2003, avec Tomislav Nikolić, le Parti radical serbe (SRS), qui s'oppose à la justice internationale et à tout rapprochement avec l'Union européenne. Le parti gagne en influence alors que le pouvoir en place, enlisé dans des conflits internes et incapable de redresser rapidement la situation économique du pays, suscite une montée du mécontentement.
Aux élections législatives du 28 décembre 2003, Aleksandar Vučić figure en 5e position sur la liste du SRS, qui remporte 27,61 % des suffrages et obtient 82 sièges sur 250 à l'Assemblée nationale serbe. Il obtient alors un mandat parlementaire.
Aux élections locales de 2004, Aleksandar Vučić se porte candidat pour devenir maire de Belgrade mais il est battu par Nenad Bogdanović du Parti démocratique (DS).
Aux élections législatives du 21 janvier 2007, il figure en 5e place sur la liste du SRS. La liste remporte 28,59 % des suffrages et obtient 81 sièges à l'Assemblée, ce qui lui vaut un nouveau mandat.
L'élection de Boris Tadić à la présidence de la République, le 3 février 2008, provoque des élections législatives anticipées qui ont lieu le 11 mai en même temps que les élections locales. Aux législatives, Aleksandar Vučić figure encore une fois sur la liste du SRS, qui obtient 29,45 % des suffrages et envoie 78 représentants à l'Assemblée nationale. Mais, simultanément, il se présente une nouvelle fois à la fonction de maire de Belgrade. Le 14 mai 2008, le Parti socialiste de Serbie (SPS) d'Ivica Dačić, le Parti démocratique de Serbie (DSS) de Vojislav Koštunica et le Parti radical serbe de Tomislav Nikolić décident de s'unir pour former une majorité à l'assemblée de la ville de Belgrade. Un accord de coalition est signé le 28 mai 2008, ouvrant à Aleksandar Vučić la voie de la mairie ; au dernier moment, le SPS, signataire de l'accord, change de camp et permet à Dragan Đilas, du Parti démocratique (DS) d'être élu à cette fonction.

### 2008-2012

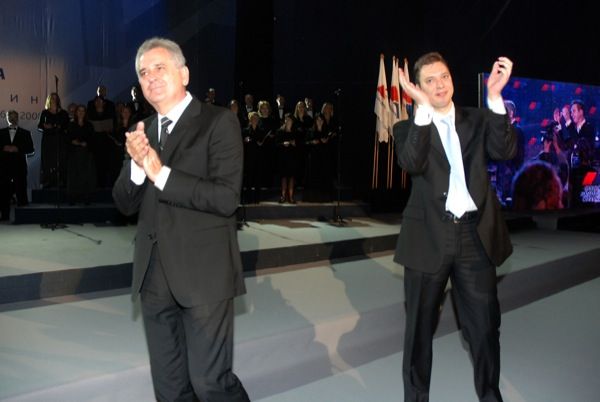
Nikolić et Vučić au congrès fondateur du SNS en octobre 2008.

Après les élections de 2008, le Parti radical serbe entre en crise. Le 6 septembre 2008, Tomislav Nikolić, vice-président du SRS et président de facto en l'absence de Vojislav Šešelj, démissionne de ses fonctions, notamment à la suite d'un désaccord sur l'entrée de la Serbie dans l'Union européenne. Avec des membres et des députés du parti, il fonde un nouveau club parlementaire appelé Napred Srbijo ! (« En avant la Serbie ! »). Le 12 septembre, Nikolić et ses partisans sont officiellement exclus du SRS. Vučić quitte le SRS le 14 septembre et rejoint le Parti progressiste serbe (SNS) fondé en octobre par Nikolić ; il en devient l'un des vice-présidents.

### Vice-président du gouvernement
Aux élections législatives du 6 mai 2012, Aleksandar Vučić participe à la coalition Donnons de l'élan à la Serbie, emmenée par Nikolić ; il figure en seconde position sur la liste, qui obtient 24,04 % des suffrages et 73 députés. Il obtient un mandat mais, après que Tomislav Nikolić est devenu président de la République, il y renonce le 27 juillet en devenant premier vice-président du gouvernement d'Ivica Dačić et ministre de la Défense.
Il poursuit les réformes néolibérales déjà entamées par ses prédécesseurs, notamment concernant le code du travail.
Parallèlement, le 29 septembre 2012, Vučić est officiellement élu président du Parti progressiste serbe en remplacement de Nikolić.

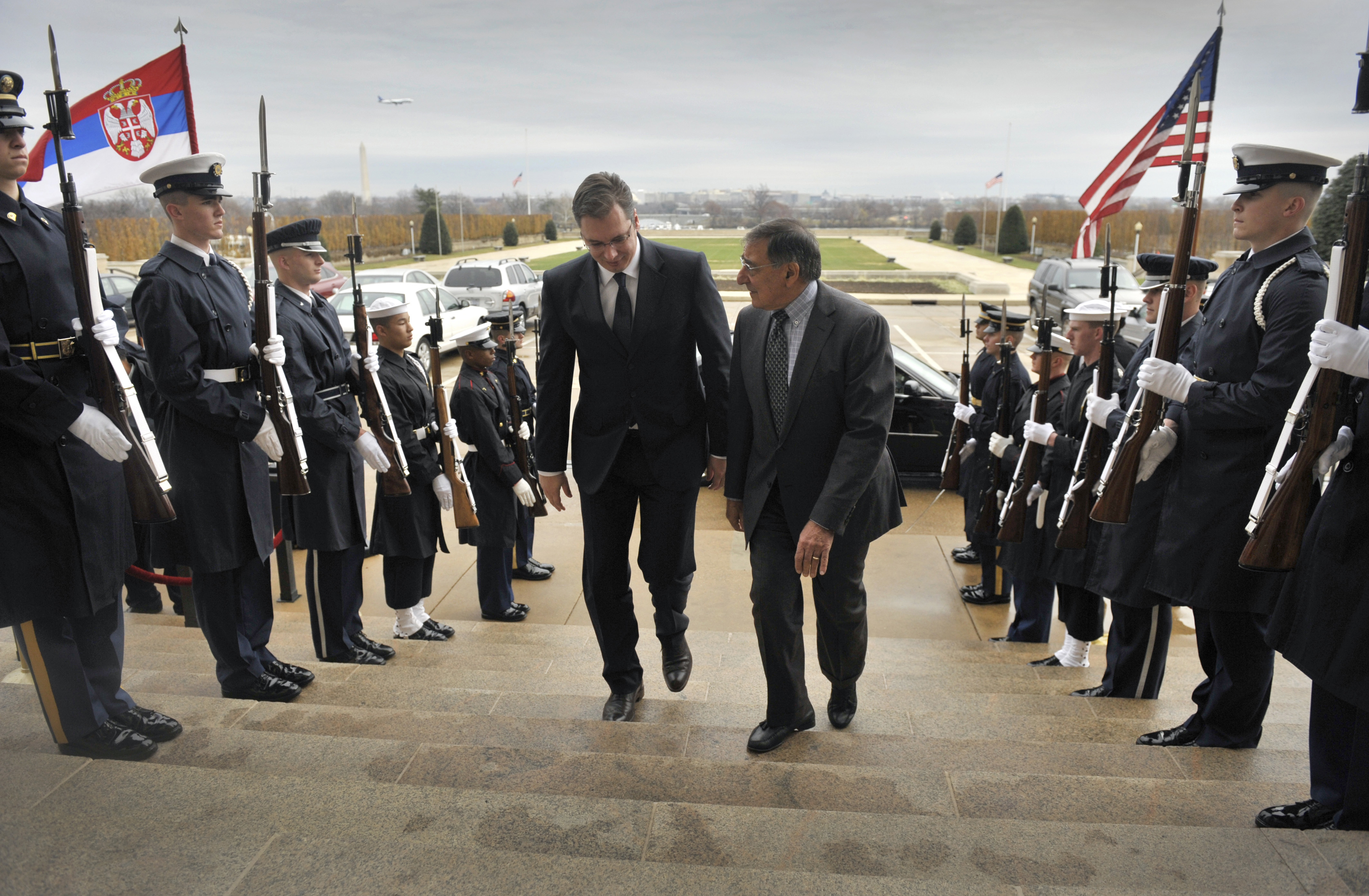
Aleksandar Vučić et le secrétaire de la Défense américain Leon Panetta à Washington D.C. (décembre 2012).

Après la crise de la coalition gouvernementale de l'été 2013, il conserve son poste de vice-président, où il est chargé de la défense, de la sécurité et de la lutte contre la corruption. S'agissant du Kosovo, Vučić joue un rôle central dans les négociations avec Catherine Ashton pour l'adhésion de la Serbie à l'Union européenne, acceptant l'idée d'un accord avec le Kosovo comme condition préalable à cette adhésion. Dès mai 2013, en visite à Mitrovicë/Kosovska Mitrovica, il engage les représentants des quatre municipalités serbes du Nord du Kosovo (Zvečan/Zveçan, Zubin Potok, Leposavić/Leposaviq et Kosovska Mitrovica Nord (en)) à accepter un accord, en affirmant : « Je ne dis pas que cet accord est bon mais qu'à ce stade nous ne pourrions pas obtenir quelque chose de mieux » ; il engage également les Serbes du Kosovo à « quitter le passé et à penser à l'avenir ».
Face à une situation économique difficile en Serbie, les tensions au sein du gouvernement grandissent ; malgré cela, les sondages sont favorables au parti progressiste, notamment en raison de l'ouverture des négociations pour l'adhésion de la Serbie à l'Union européenne et à la suite de succès dans la lutte contre la corruption,. Dans ce contexte, Aleksandar Vučić en appelle à des élections législatives anticipées susceptibles d'asseoir la légitimité politique de son parti,. Le Premier ministre Ivica Dačić donne son accord pour ces élections anticipées. Le 29 janvier 2014, le président Tomislav Nikolić dissout l'Assemblée et convoque des élections législatives anticipées pour le 16 mars,.
Pendant la campagne, Aleksandar Vučić conduit la liste « Un avenir dans lequel nous croyons » (en serbe : Budućnost u koju verujemo), constituée du Parti progressiste serbe, du Parti social-démocrate de Serbie, de Nouvelle Serbie, du Mouvement serbe du renouveau et du Mouvement des socialistes, qui remporte à elle seule 48,34 % des suffrages et obtient 158 députés sur 250 à l'Assemblée nationale.

### Président du gouvernement
Le 27 avril 2014, Aleksandar Vučić est élu par l'Assemblée président du gouvernement de la Serbie.
Comme vice-président de l'ancien gouvernement et comme chef de campagne, il s'était engagé à poursuivre sa politique anticorruption ; ce climat favorise l'inculpation de Miroslav Mišković, l'homme le plus riche de Serbie, pour détournement d'argent.
Malgré ses débuts politiques dans les années 1990 comme « faucon ultranationaliste », il affiche désormais des opinions pro-européennes convaincues, déclarant à ce titre : « je ne cache pas que j'ai changé… J'en suis fier ». Il se montre ainsi conciliant dans les relations de la Serbie avec le Kosovo ou encore lors de la crise migratoire de 2015-2016. Si l'opposition critique pour sa part les tendances autoritaires ou l'étroit contrôle des médias du Premier ministre, celui-ci voit sous sa gouvernance la Serbie classée comme « démocratie semi-consolidée » par l'ONG Freedom House. Sa volonté d'intégrer l'Union européenne se couple en effet avec la nécessité de tenir face à la frange droitière de son électorat et de ne pas froisser le traditionnel allié de la Serbie, la Russie.
Il met en œuvre des réformes économiques telles que des privatisations, afin d’attirer les investissements étrangers. Selon la RTBF, ces réformes conduisent notamment à une diminution des retraites et des salaires dans le secteur public sans avoir de conséquences sur sa cote de popularité.

### Président de la République
Le 2 avril 2017, Aleksandar Vučić remporte l'élection présidentielle dès le premier tour,. Il prête serment et est officiellement investi président de la république de Serbie le 31 mai suivant, succédant à Tomislav Nikolić.

#### Politique étrangère
Aleksandar Vučić effectue une visite au Kosovo les 8 et 9 septembre 2018, en vue de la recherche d'un accord avec Hashim Thaçi, président kosovar, sur les échanges de territoires. Lors de ce déplacement, le président serbe tient des propos jugés nationalistes, très en retrait avec ses positions récentes : il qualifie ainsi l’ancien président Slobodan Milošević de « grand Serbe », estimant que « ses intentions étaient les meilleures, même si ses résultats ont été les pires ». En décembre 2018, il reçoit le Lion d'or de Venise pour la Paix, pour ses efforts d'ouverture et de réconciliation envers tous les pays voisins de la Serbie ainsi que pour sa recherche de dialogue avec les Albanais du Kosovo,,. Le président serbe ne peut aller recevoir le prix en main propre car il était occupé par la crise de la taxe mise en place par le gouvernement de Pristina contre les populations serbes du Kosovo, qui étaient taxées à 100 % pour toute importation de produits de Serbie,,.
Il fait déplacer à la demande des États-Unis l'ambassade serbe en Israël à Jérusalem et désigne le Hezbollah libanais comme « organisation terroriste ».
Si la Serbie condamne l'invasion de l’Ukraine par la Russie en 2022 aux Nations unies, le président serbe refuse d'imposer des sanctions économiques et diplomatiques contrairement à l'Union européenne.

#### Autoritarisme
Le système politique serbe est considéré par des analystes comme un « système autoritaire concurrentiel ». Pour Dusan Spasojevic, professeur de sciences politiques à l'université de Belgrade, « on a une concurrence mais les protagonistes ne sont pas égaux ». Les médias serbes sont généralement proches du parti au pouvoir, et les employés du secteur public sont incités à voter en faveur de celui-ci. Les opposants n'ont que peu accès aux médias dominants. L'organisation américaine Freedom House estime que la Serbie n'est plus une démocratie mais un « régime hybride ». Une loi visant à restreindre les activités des ONG et des médias indépendants est adoptée en juillet 2020.
D'après Jean-Arnault Dérens, rédacteur en chef du Courrier des Balkans, Aleksandar Vučić favorise un important culte de la personnalité autour de lui.

#### Élection présidentielle de 2022
Le 3 avril 2022, il est réélu président dès le premier tour. Des pratiques clientélistes à grande échelle et des fraudes électorales sont à nouveau constatées. Aleksandar Vučić prête serment pour un nouveau mandat le 31 mai 2022,.

#### Mouvements de protestations et élections législatives anticipées de 2023
L'agression à coups de barre de fer d'un dirigeant de l'opposition en novembre 2018 sert de déclencheur à plusieurs semaines de manifestations contre le gouvernement dans de nombreuses villes du pays. Les partis d'opposition décident de boycotter le scrutin législatif de 2020, affirmant protester contre l'autoritarisme du pouvoir.
La Serbie est touchée début mai 2023 par deux fusillades : l'une dans une école, et l'autre dans un village, faisant dix-huit morts et une vingtaine de blessés. Ce double drame conduit à un mouvement de colère contre le gouvernement ; les manifestants accusent celui-ci de promouvoir une « atmosphère de violence » du fait du style autoritaire du président Vučić, des médias diffusant des contenus violents, et de l'impunité de ses proches. Après avoir d’abord qualifié les manifestants de « hyènes » qui « abusent de la tragédie de la manière la plus sale » et sont manipulés par des « services étrangers », Aleksandar Vučić s'est ensuite déclaré ouvert au dialogue avec les opposants, tout en écartant la plupart de leurs revendications,.
Le 1er novembre 2023, Aleksandar Vučić dissout l'Assemblée nationale et annonce des élections législatives anticipées pour le 17 décembre. Elles sont remportées par la coalition électorale au pouvoir La Serbie ne doit pas s'arrêter (SNSDS), formée autour du parti présidentiel Parti progressiste (SNS), arrivée largement en tête, frôlant la majorité absolue des suffrages exprimés avec 46 % des voix contre 23,5 % pour la principale coalition de l’opposition. L’opposition dénonce des résultats entachés de fraudes et organise des manifestations, tandis que les observateurs internationaux ont également rapporté de nombreuses irrégularités,.
Le 30 mars 2024, le chef de l'État indique sur Instagram avoir proposé à l'Assemblée nationale la candidature de Miloš Vučević, ministre de la Défense, président du SNS et considéré comme un de ses proches, au poste de président du gouvernement, pour succéder à Ana Brnabić, nouvelle présidente de l'Assemblée. Vučević forme son gouvernement le 2 mai, qui obtient la confiance des députés par 152 voix sur 250. Le 28 janvier 2025, alors que se déroulent des manifestations de masse en Serbie, notamment menées par les étudiants à la suite de l'effondrement de l'auvent de la gare de Novi Sad, Miloš Vučević annonce sa démission. Les jours précédents, plusieurs incidents voient des membres du Parti progressiste serbe attaquer des étudiants à Novi Sad. Le même jour, le président Aleksandar Vučić dit se préparer à un large remaniement gouvernemental. Le 7 avril 2025, Đuro Macut (indépendant) est nommé président du gouvernement par Vučić. Le nouveau gouvernement est approuvé le 16 avril suivant par l'Assemblée nationale.

#### Accusations de liens avec les milieux criminels
Les organisations mafieuses se sont fortement développées en Serbie, et plus généralement dans les Balkans, depuis la chute du communisme et les guerres de Yougoslavie. Elles se sont implantées au sein de l’État et entretiennent des liens avec des acteurs politiques de premier plan, y compris le président Aleksandar Vučić. Des membres du clan Janjicari ont protégé la cérémonie d'investiture de celui-ci et le fils du président, Danilo Vučić, apparaît régulièrement en public avec des membres du gang. Le ministre de la Santé, Zlatibor Lončar, est meme directement impliqué dans un meurtre alors qu'il appartenait au clan de Zemun.
Aleksandar Vučić s’affiche en 2023 à un mariage avec le criminel de guerre et ultranationaliste Vojislav Šešelj, condamné à dix ans de prison par la justice internationale.

### Vie privée
Aleksandar Vučić parle couramment anglais et il possède une bonne connaissance du français et du russe. Marié en 1997 à la journaliste Ksenija Janković, il en a eu un fils, Danilo, né en 1998, et une fille, Milica, née en 2002 ; le couple s'est séparé en 2013. Vučić s'est remarié en décembre 2013 à la diplomate Tamara Đukanović.

## Distinctions
- Ordre d'Alexandre Nevski : il est le quatrième Serbe de l'histoire à recevoir la plus haute distinction russe, après Miloš Obrenovic, Alexandre de Serbie et Nikola Pašić[69].